# 다닐루 루이스 다 시우바
다닐루 루이스 다 시우바(포르투갈어: Danilo Luiz da Silva, 1991년 7월 15일, 비카스 ~)는 약칭 다닐루(포르투갈어: Danilo)로 알려진 브라질의 축구 선수로 포지션은 수비수이다. 현재 캄페오나투 브라질레이루 세리이 A의 플라멩구 소속이다.

## 클럽 경력

### 브라질 무대
다닐루는 미나스 제라이스 주 비카스 출신이다. 그는 12세의 나이에 아메리카 미네이루에 입단해 성인 무대까지 밟아 캄페오나투 미네이루와 캄페오나투 브라질레이루 세리이 C에서 경쟁했고, 후자의 대회를 우승하고 승격했다.
2010년 5월, 다닐루는 산투스로 이적했다. DIS 이스포르치가 그의 지분을 37.5% 가져갔고, 산투스가 나머지 중 37.5%를, 그리고 남은 25%의 지분은 원 소속 구단인 아메리카 미네이루의 소유였다. 그는 2011년 캄페오나투 파울리스타 우승을 경험했고, 두 시즌 동안 산투스의 캄페오나투 브라질레이루 세리이 A 경기에 출전해 활약했다.
다닐루는 페냐롤과의 2011 코파 리베르타도레스 결승전 두 경기에 뛰었는데, 1차전에서는 중앙 미드필더로, 2차전에는 우측 수비수로 활약했고, 1차전을 득점 없이 비긴 후, 2차전에서는 2-1 결승골을 집어넣었다.

### 포르투

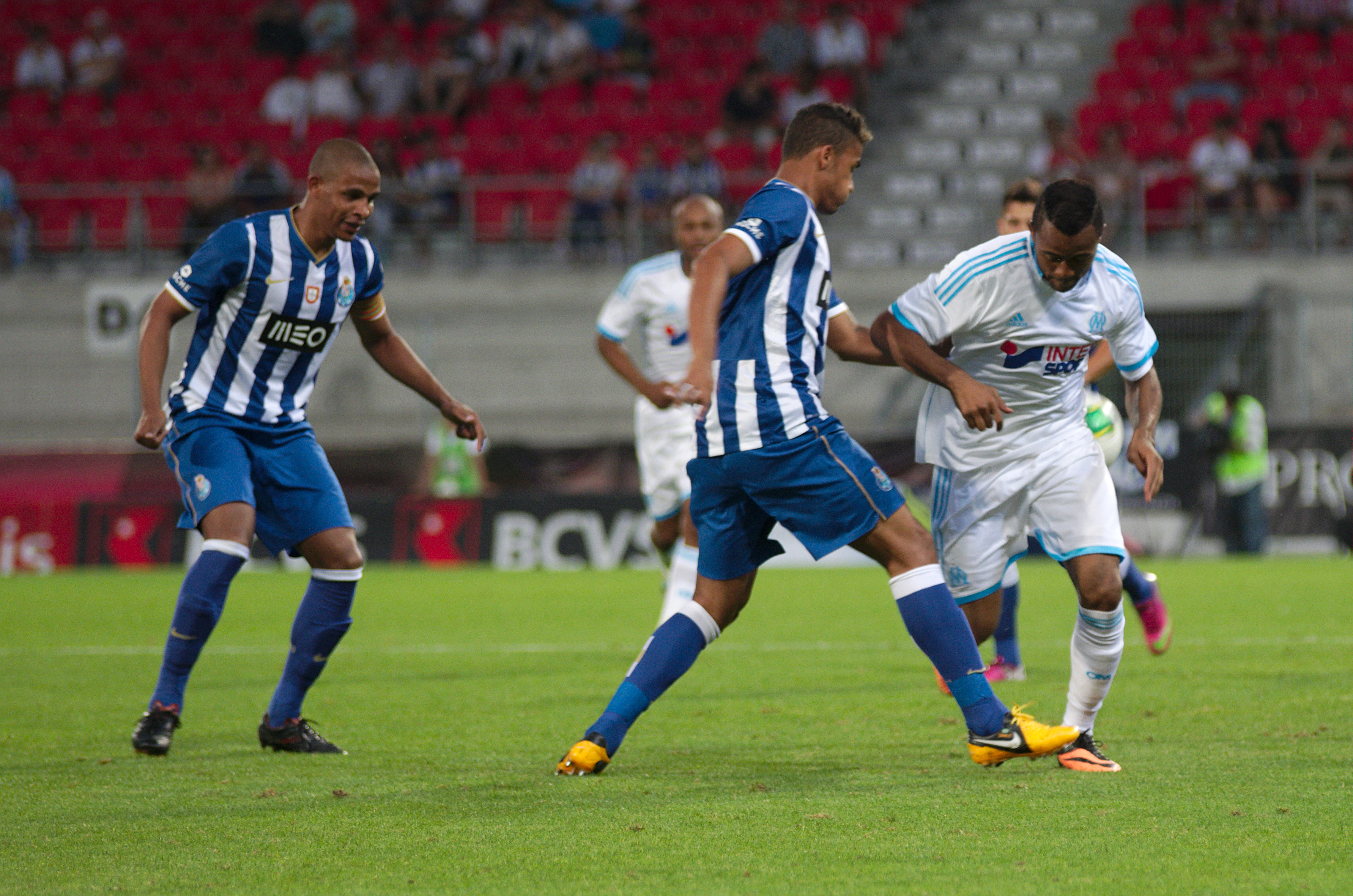
2013년 마르세유와의 친선전에서 조르당 아유를 저지하는 다닐루 (가운데)

2012년 1월, FIFA 클럽 월드컵 2011이 종료된 후, 다닐루는 포르투로 €13M에 이적해 2016년 6월까지 계약했고, €50M의 방출 조항이 붙었다. 그는 처음에 크리스티안 서푸나루에 밀려 후보였지만, 비토르 페레이라 감독의 중용 하에 같은 국적이자 같은 시기에 들어온 알레스 산드루와 함께 주축 선수로 거듭나 서로 양쪽 수비를 맡아 프리메이라리가 2연패에 공헌했다.
2014-15 시즌, 다닐루는 2015년 2월 18일 바젤과의 UEFA 챔피언스리그 16강 1차전 원정 경기에서 페널티킥을 성공시켜 1-1 동점을 만드는 자신의 4번째 공식 경기 득점을 올렸다.

### 레알 마드리드
2015년 3월 31일, 다닐루는 7월에 레알 마드리드에 합류하는 것이 확정되었는데, 스페인 구단이 그와 6년 계약을 맺기 위해 €31.5M을 지출했다. 그는 8월 23일, 새로 승격한 스포르팅 히혼과의 시즌 개막전에서 첫 공식 경기에 출전했다. 10월 24일, 그는 3-1로 이긴 셀타 비고 원정 경기에서 첫 골을 기록했다.
다닐루는 2015-16 시즌의 UEFA 챔피언스리그 경기에 7번 출전했는데, 대회는 우승으로 끝났다. 아틀레티코 마드리드와의 결승전에서, 그는 부상당한 다니 카르바할과 후반전에 일찍 교체로 들어가 출전했고, 경기는 1-1로 비긴 후 승부차기 끝에 이겼다.

### 맨체스터 시티
2017년 7월 23일, 맨체스터 시티와 5년 계약을 맺으며 이적했다.

### 유벤투스
2019년 8월 7일, 주앙 칸셀루와 스왑딜로 유벤투스로 이적했다.

### 플라멩구
2025년 1월, 유벤투스와 해지하고 플라멩구와 계약했다.

## 국가대표팀 경력

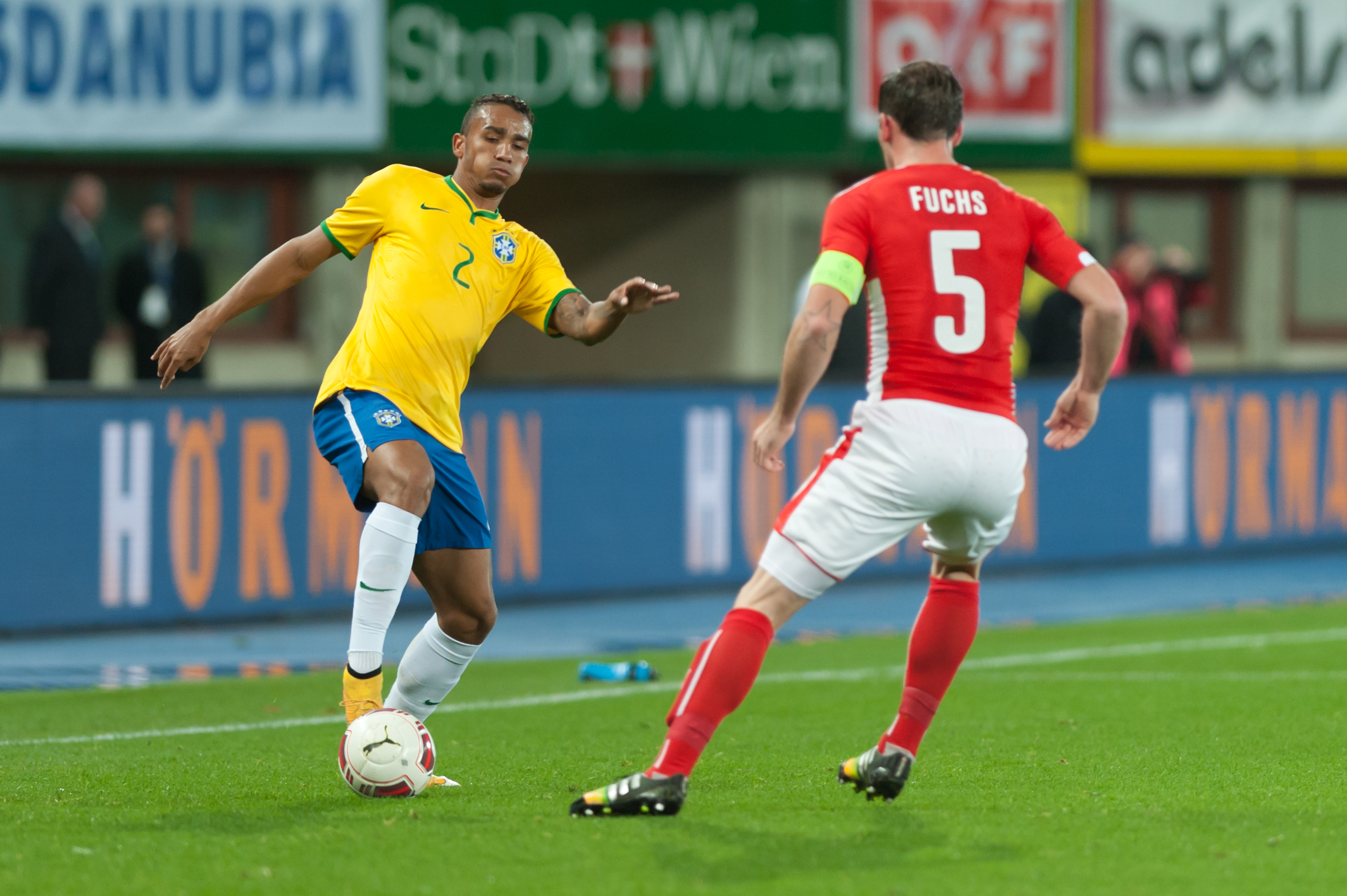
2014년, 오스트리아와의 친선경기에서 크리스티안 푸흐스를 상대하는 다닐루

산투스에서의 활약으로, 다닐루는 2011년 9월 14일, 불과 20세의 나이에 브라질 국가대표팀 첫 경기를 치렀는데, 그 상대는 아르헨티나였고, 그 해 수페르클라시코 데 라스 아메리카스 1차전에서 1대1 무승부 (합계 2-0으로 우승했다.)를 거두었다. 같은 해, 그는 콜롬비아에서 열린 FIFA U-20 월드컵에 브라질 U-20 대표로 나가 우승을 차지했다.
다닐루는 2012년 하계 올림픽에 브라질 U-23 대표로 나가 4경기를 치렀고, 뉴질랜드와의 조별 리그 경기에서는 골도 넣었고 대회는 은메달 획득으로 끝났다.

## 클럽 통계
2024년 12월 14일 기준
| 클럽                | 시즌      | 리그 | 리그 | 컵1  | 컵1  | 리그 컵 | 리그 컵 | 대륙 | 대륙 | 기타 | 기타 | 합계 | 합계 |
| 클럽                | 시즌      | 출장 | 득점 | 출장 | 득점 | 출장    | 득점    | 출장 | 득점 | 출장 | 득점 | 출장 | 득점 |
| ------------------- | --------- | ---- | ---- | ---- | ---- | ------- | ------- | ---- | ---- | ---- | ---- | ---- | ---- |
| 아틀레치쿠 미네이루 | 2009      | 8    | 0    |      |      |         |         |      |      | 2    | 0    | 10   | 0    |
| 아틀레치쿠 미네이루 | 2010      | 7    | 0    |      |      |         |         |      |      | 12   | 2    | 19   | 2    |
| 아틀레치쿠 미네이루 | 합계      | 15   | 0    | –    | –    | –       | –       | –    | –    | 14   | 2    | 29   | 2    |
| 산투스              | 2010      | 26   | 4    | 0    | 0    | –       | –       | –    | –    | –    | –    | 26   | 4    |
| 산투스              | 2011      | 23   | 1    | 0    | 0    | –       | –       | 14   | 4    | 15   | 1    | 52   | 6    |
| 산투스              | 합계      | 49   | 5    | 0    | 0    | –       | –       | 14   | 4    | 15   | 1    | 78   | 10   |
| 포르투              | 2011–12   | 6    | 0    | 0    | 0    | 1       | 0       | 1    | 0    |      |      | 8    | 0    |
| 포르투              | 2012–13   | 28   | 2    | 2    | 1    | 5       | 0       | 7    | 0    |      |      | 42   | 2    |
| 포르투              | 2013–14   | 28   | 3    | 6    | 0    | 3       | 0       | 12   | 0    |      |      | 48   | 3    |
| 포르투              | 2014–15   | 29   | 6    | 1    | 0    | 1       | 0       | 9    | 1    |      |      | 40   | 7    |
| 포르투              | 합계      | 91   | 11   | 9    | 1    | 10      | 0       | 29   | 1    |      |      | 138  | 12   |
| 레알 마드리드       | 2015–16   | 24   | 2    | 0    | 0    | —       | —       | 7    | 0    |      |      | 31   | 2    |
| 레알 마드리드       | 2016–17   | 17   | 1    | 5    | 0    | —       | —       | 3    | 0    |      |      | 25   | 1    |
| 레알 마드리드       | 합계      | 41   | 3    | 5    | 0    | —       | —       | 10   | 0    |      |      | 56   | 3    |
| 맨체스터 시티       | 2017-18   | 23   | 3    | 3    | 0    | 6       | 0       | 6    | 0    |      |      | 38   | 3    |
| 맨체스터 시티       | 2018-19   | 11   | 1    | 4    | 0    | 5       | 0       | 2    | 0    |      |      | 22   | 1    |
| 맨체스터 시티       | 합계      | 34   | 4    | 7    | 0    | 11      | 0       | 8    | 0    |      |      | 60   | 4    |
| 유벤투스            | 2019-20   | 22   | 2    | 4    | 0    |         |         | 6    | 0    |      |      | 32   | 2    |
| 유벤투스            | 2020-21   | 34   | 1    | 4    | 0    |         |         | 7    | 0    | 1    | 0    | 46   | 1    |
| 유벤투스            | 2021-22   | 22   | 1    | 4    | 1    |         |         | 5    | 0    |      |      | 31   | 2    |
| 유벤투스            | 2022-23   | 37   | 3    | 4    | 0    |         |         | 13   | 0    |      |      | 54   | 3    |
| 유벤투스            | 2023-24   | 29   | 1    | 5    | 0    |         |         |      |      |      |      | 34   | 1    |
| 유벤투스            | 2024-25   | 12   | 0    |      |      |         |         | 4    | 0    |      |      | 16   | 0    |
| 유벤투스            | 합계      | 156  | 8    | 21   | 1    | 0       | 0       | 35   | 0    | 1    | 0    | 213  | 9    |
| 플라멩구            | 2025      |      |      |      |      |         |         |      |      |      |      |      |      |
| 경력 합계           | 경력 합계 | 386  | 31   | 40   | 1    | 21      | 0       | 97   | 5    | 30   | 0    | 574  | 40   |

1 UEFA 슈퍼컵 및 FIFA 클럽 월드컵 경기 포함

## 수상[16]

### 클럽

#### 아메리카 미네이루
- 캄페오나투 브라질레이루 세리이 C: 2009

#### 산투스
- 캄페오나투 파울리스타: 2011
- 코파 리베르타도레스: 2011

#### FC 포르투
- 프리메이라리가: 2011–12, 2012–13
- 수페르타사 칸디두 드 올리베이라: 2013

#### 레알 마드리드 CF
- 라리가: 2016-17
- UEFA 챔피언스리그: 2015–16, 2016-17
- UEFA 슈퍼컵: 2016
- FIFA 클럽 월드컵: 2016

#### 맨체스터 시티 FC
- 프리미어리그 : 2017-18
- EFL컵 : 2017-18 , 2018-19
- FA 커뮤니티 실드 : 2018

#### 유벤투스 FC
- 세리에 A : 2019-20
- 코파 이탈리아 : 2020-21, 2023-24
- 수페르코파 이탈리아나 : 2020

### 브라질
- 수페르클라시코 데 라스 아메리카스: 2011, 2014
- 하계 올림픽 은메달: 2012
- CONMEBOL U-20 축구 선수권 대회: 2011
- FIFA U-20 월드컵: 2011

### 개인
- 캄페오나투 미네이루 최우수 신인 선수: 2010[17]